# 小谷守
小谷 守（こたに まもる、1915年（大正4年）9月23日 – 2008年（平成20年）11月20日）は、昭和期の教育者、労働運動家、政治家。参議院議員（2期）。

## 経歴
鳥取県出身。1933年（昭和8年）米子中学校、1936年（昭和11年）関西大学大学専門部法科を卒業した。1940年（昭和15年）から神戸市の旧制中学校で教員を務めた。
戦後すぐに教職員組合の結成に取り組み、神戸市教職員組合の役員を務めた。1950年（昭和25年）日本社会党に入党。同党兵庫県本部書記長、同委員長、同顧問を歴任。1951年（昭和26年）兵庫県議会議員に選出され5期在任した。
1971年（昭和46年）6月の第9回参議院議員通常選挙に兵庫県地方区から社会党公認で出馬して初当選。1977年（昭和52年）7月の第11回通常選挙で再選され、参議院議員に連続2期在任した。この間、参議院建設委員長などを務めた。その後、1983年（昭和58年）6月の第13回通常選挙には立候補せず政界を引退した。
1985年（昭和60年）秋の叙勲で勲二等瑞宝章受章。
2008年（平成20年）11月20日死去、93歳。死没日をもって従四位に叙される。